# Lars-Erik Torph
Lars-Erik Torph (Säffle, 11 januari 1961 – Château Saint-Michel-de-Boulogne, 23 januari 1989) was een Zweeds rallyrijder.

## Carrière
Lars-Erik Torph debuteerde in 1979 in de rallysport en reed het jaar daarop, in het seizoen 1980, zijn eerste WK-rally in Zweden. In het seizoen 1984 greep hij naar zijn eerste punten toe in het WK, toen hij met een Opel Ascona als vijfde eindigde tijdens zijn thuisrally. Meerdere goede resultaten met dergelijk Groep A materiaal, zag Torph voor het seizoen 1986 drie WK-optredens maken voor de fabrieksinschrijving van Toyota met de Toyota Celica TCT, eindigend als tweede achter teamgenoot Björn Waldegård tijdens de Safari- en Ivoorkust rally's, en een vierde plaats in de Verenigde Staten. Ook in het seizoen 1987 had Torph met Toyota een contract voor drie evenementen, met dit keer zijn beste resultaat een derde plaats in de Safari Rally. 1988 zag hem slechts twee optredens maken in het WK. Hij was hoe dan ook succesvol met een privé-ingeschreven Audi Coupé quattro, waarmee hij in Zweden op het podium eindigde als derde. Torph nam met deze auto ook nog deel aan de seizoenopener van 1989, wederom in Zweden, maar kwam er dit keer niet mee aan de finish.
Torph was afgereisd naar het evenement in Monte Carlo om collega-rijder en deelnemer Fredrik Skoghag mee te helpen met preventief testwerk. Samen met vriend en navigator Bertil-Rune Rehnfeldt besloot hij de vijfde klassementsproef van de rally als toeschouwer te bezoeken. Daar verloor Lancia-rijder Alex Fiorio na een hobbel in de weg met hoge snelheid de macht over het stuur, en raakte ondanks tijdelijk te kunnen corrigeren van de weg, waardoor hij van een bedijking af reed en tot landing kwam op een groep toeschouwers, onder wie Torph en Ruhnfeldt, die beiden ter plekke overleden. Skoghag trok zich naderhand gelijk terug uit de rally.
Ten tijde van zijn dood, was hij de vriend van navigatrice Tina Thörner, die later onder meer naast Thomas Rådström en Kenneth Eriksson actief was in het WK Rally. Een rallyevenement rondom Torphs geboorteplaats Säffle wordt nog jaarlijks gehouden, genaamd de Lars-Erik Torph Memorial Rally.

## Complete resultaten in het Wereldkampioenschap rally
| Gedetailleerde resultaten | Gedetailleerde resultaten        | Gedetailleerde resultaten | Gedetailleerde resultaten | Gedetailleerde resultaten | Gedetailleerde resultaten | Gedetailleerde resultaten | Gedetailleerde resultaten | Gedetailleerde resultaten | Gedetailleerde resultaten |
| Seizoen                   | Rally                            | Navigator                 | Nr.                       | Inschrijving              | Auto                      | Gr.                       | Pos.                      | Punten                    | Pos. in WK                |
| ------------------------- | -------------------------------- | ------------------------- | ------------------------- | ------------------------- | ------------------------- | ------------------------- | ------------------------- | ------------------------- | ------------------------- |
| 1980                      | 30th International Swedish Rally | Rune Gustavsson           | 90                        | Lars-Erik Torph           | Volvo 142                 | 2                         | NF                        | 0                         | -                         |
| 1980                      | 30th 1000 Lakes Rally            | Yvonne Hultgren           | 77                        | Lars-Erik Torph           | Volvo 142                 | 2                         | NF                        | 0                         | -                         |
| 1982                      | 38th Lombard RAC Rally           | Sam Bernårdsson           | 66                        | Lars-Erik Torph           | Opel Ascona SR            | 2                         | 18                        | 0                         | -                         |
| 1983                      | 33rd International Swedish Rally | Jan Svanström             |                           | Lars-Erik Torph           | Opel Ascona               | A                         | NF                        | 0                         | -                         |
| 1983                      | 33rd 1000 Lakes Rally            | Jan Svanström             | 98                        | Lars-Erik Torph           | Opel Ascona B             | 2                         | 21                        | 0                         | -                         |
| 1983                      | 39th Lombard RAC Rally           | Jan Svanström             | 43                        | Swedish Junior Rally Team | Opel Ascona B             | 2                         | NF                        | 0                         | -                         |
| 1984                      | 34th International Swedish Rally | Jan Svanström             | 21                        | Opel Team Sweden          | Opel Ascona               | A                         | 5                         | 8                         | 24                        |
| 1984                      | 40th Lombard RAC Rally           | Keith Oswin               | 38                        | Lars-Erik Torph           | Opel Ascona               | A                         | 13                        | 8                         | 24                        |
| 1985                      | 35th International Swedish Rally | Jan Svanström             | 14                        | Lars-Erik Torph           | Volkswagen Golf GTI       | A                         | 11                        | 2                         | 60                        |
| 1985                      | 35th 1000 Lakes Rally            | Jan Svanström             | 21                        | Swedish Junior Rally Team | Volkswagen Golf GTI       | A                         | 9                         | 2                         | 60                        |
| 1986                      | 34th Marlboro Safari Rally       | Bo Thorszelius            | 10                        | Toyota Team Europe        | Toyota Celica TCT         | B                         | 2                         | 40                        | 6                         |
| 1986                      | 18ème Rallye Côte d'Ivoire       | Bo Thorszelius            | 1                         | Toyota Team Europe        | Toyota Celica TCT         | B                         | 2                         | 40                        | 6                         |
| 1986                      | 21st Olympus Rally               | Bo Thorszelius            | 4                         | Toyota Team Europe        | Toyota Celica TCT         | B                         | 4                         | 40                        | 6                         |
| 1987                      | 37th International Swedish Rally | Benny Melander            | 11                        | Tidningen Bilsport        | Audi 80 quattro           | A                         | 11                        | 12                        | 23                        |
| 1987                      | 35th Marlboro Safari Rally       | Benny Melander            | 4                         | Toyota Team Europe        | Toyota Supra 3.0i         | A                         | 3                         | 12                        | 23                        |
| 1987                      | 22nd Olympus Rally               | Benny Melander            | 8                         | Toyota Team Europe        | Toyota Supra 3.0i         | A                         | NF                        | 12                        | 23                        |
| 1987                      | 19ème Rallye Côte d'Ivoire'      | Benny Melander            | 1                         | Toyota Team Europe        | Toyota Supra Turbo        | A                         | NF                        | 12                        | 23                        |
| 1988                      | 38th International Swedish Rally | Tina Thörner              | 6                         | Lars-Erik Torph           | Audi Coupé quattro        | A                         | 3                         | 12                        | 20                        |
| 1988                      | 36th Marlboro Safari Rally       | Björn Cederberg           | 5                         | Volkswagen Motorsport     | Volkswagen Golf GTI 16V   | A                         | NF                        | 12                        | 20                        |
| 1989                      | 39th International Swedish Rally | Tina Thörner              | 5                         | Team VAG Sweden           | Audi Coupé quattro        | A                         | NF                        | 0                         | -                         |

| Seizoen | Inschrijving              | Auto                    | 1      | 2      | 3   | 4      | 5   | 6   | 7      | 8   | 9      | 10    | 11     | 12     | 13    | Pos. | Punten |
| ------- | ------------------------- | ----------------------- | ------ | ------ | --- | ------ | --- | --- | ------ | --- | ------ | ----- | ------ | ------ | ----- | ---- | ------ |
| 1980    | Lars-Erik Torph           | Volvo 142               | MON    | ZWE NF | POR | KEN    | GRI | ARG | FIN NF | NZL | ITA    | FRA   | GBR    | IVK    |       | -    | 0      |
| 1982    | Lars-Erik Torph           | Opel Ascona SR          | MON    | ZWE    | POR | KEN    | FRA | GRI | NZL    | BRA | FIN    | ITA   | IVK    | GBR 18 |       | -    | 0      |
| 1983    | Lars-Erik Torph           | Opel Ascona             | MON    | ZWE NF | POR | KEN    | FRA | GRI | NZL    | ARG |        |       |        |        |       | -    | 0      |
| 1983    | Lars-Erik Torph           | Opel Ascona B           |        |        |     |        |     |     |        |     | FIN 21 | ITA   | IVK    |        |       | -    | 0      |
| 1983    | Swedish Junior Rally Team | Opel Ascona B           |        |        |     |        |     |     |        |     |        |       |        | GBR NF |       | -    | 0      |
| 1984    | Opel Team Sweden          | Opel Ascona             | MON    | ZWE 5  | POR | KEN    | FRA | GRI | NZL    | ARG | FIN    | ITA   | IVK    |        |       | 24   | 8      |
| 1984    | Lars-Erik Torph           | Opel Ascona             |        |        |     |        |     |     |        |     |        |       |        | GBR 13 |       | 24   | 8      |
| 1985    | Lars-Erik Torph           | Volkswagen Golf GTI     | MON    | ZWE 11 | POR | KEN    | FRA | GRI | NZL    | ARG |        |       |        |        |       | 60   | 2      |
| 1985    | Swedish Junior Rally Team | Volkswagen Golf GTI     |        |        |     |        |     |     |        |     | FIN 9  | ITA   | IVK    | GBR    |       | 60   | 2      |
| 1986    | Toyota Team Europe        | Toyota Celica TCT       | MON    | ZWE    | POR | KEN 2  | FRA | GRI | NZL    | ARG | FIN    | IVK 2 | ITA    | GBR    | VST 4 | 6    | 40     |
| 1987    | Tidningen Bilsport        | Audi 80 quattro         | MON    | ZWE 11 | POR |        |     |     |        |     |        |       |        |        |       | 23   | 12     |
| 1987    | Toyota Team Europe        | Toyota Supra 3.0i       |        |        |     | KEN 3  | FRA | GRI | VST NF | NZL | ARG    | FIN   |        |        |       | 23   | 12     |
| 1987    | Toyota Team Europe        | Toyota Supra Turbo      |        |        |     |        |     |     |        |     |        |       | IVK NF | ITA    | GBR   | 23   | 12     |
| 1988    | Lars-Erik Torph           | Audi Coupé quattro      | MON    | ZWE 3  | POR |        |     |     |        |     |        |       |        |        |       | 20   | 12     |
| 1988    | Volkswagen Motorsport     | Volkswagen Golf GTI 16V |        |        |     | KEN NF | FRA | GRI | VST    | NZL | ARG    | FIN   | IVK    | ITA    | GBR   | 20   | 12     |
| 1989    | Team VAG Sweden           | Audi Coupé quattro      | ZWE NF | MON    | POR | KEN    | FRA | GRI | NZL    | ARG | FIN    | AUS   | ITA    | IVK    | GBR   | -    | 0      |